# 벤 버니
벤 버니(Ben Bernie, 본명(本名)은 벤저민 앤젤러비츠(Benjamin Anzelevitz)이며 나중에 버나드 앤젤러비츠(Bernard Anzelevitz)로 개명(改名), 1891년 5월 30일 ~ 1943년 10월 23일)는 미국의 재즈 바이올린 연주자, 작곡가, 악단 지휘자, 라디오 디스크 자키, 영화배우이다.

## 일생

### 생애
1906년 바이올리니스트 첫 데뷔하였고 이후 작곡가와 악단 지휘자와 라디오 디스크 자키로도 활동하였으며 1934년 미국 영화 《Shoot the works》의 주연으로 영화배우 데뷔하였다.

### 사망
1943년 10월 23일에 폐색전증으로 인하여 향년 52세로 사망하였다.

## 유명세
그는 보통적으로 대한민국 국내에서는 미국 재즈 가수 냇 킹 콜(Nat King Cole)이 불러 히트한 《It's a lonesome old town(대한민국 국내에서는 이 노래 작품을 가수 현미 여사가 〈밤안개〉라는 노래 작품으로 번안하여 부름.)》이라는 노래 작품의 오리지널 원곡 경음악 연주자로도 널리 알려져 있다.